# 兵庫県企業庁
兵庫県企業庁 (ひょうごけんきぎょうちょう) は、兵庫県庁の地方公営企業である。兵庫県内で水道事業、工業用水道事業、用地分譲事業等を行っている。

## 沿革
- 1966年（昭和41年）4月1日 - 企業局を設置[1]
- 1974年（昭和49年）4月1日 - 企業庁に改組

## 組織
本庁
神戸市中央区下山手通5-10-1（兵庫県庁舎）
- 総務課
- 水道課
- 企業誘致課
- 分譲推進課
- 地域整備振興課

地方機関
- 猪名川広域水道事務所：川西市多田院字巌険6-3
- 北摂広域水道事務所：三田市西野上字上通り152
- 東播磨利水事務所：神戸市西区神出町田井3-1
  - 施設課・工務課：加古川市平荘町養老656
- 姫路利水事務所：姫路市船津町字平田4552-1
  - 施設課：姫路市飾磨区妻鹿甲の甲ヶ山394-13
- 水質管理センター：神戸市西区神出町田井3-1
- 北播磨・臨海建設事務所：三木市宿原字寺ノ前70
- 芦屋事業所：芦屋市浜風町30-2
- 播磨科学公園都市まちづくり事務所：赤穂郡上郡町光都2-23-1

## 事業
- 水道用水供給事業
- 工業用水道事業
- 水源開発事業
- 地域整備事業
  - 潮芦屋
  - 神戸三田国際公園都市：カルチャータウン
  - 播磨科学公園都市
  - ひょうご情報公園都市
- 企業資産運用事業
  - 神谷ダム太陽光発電所
- 地域創生整備事業